# HYBRID BANK
株式会社HYBRID BANK（ハイブリッドバンク）は、日本のモデルプロダクション。
本社は大阪府大阪市中央区。

## 概要
- 2007年（平成19年）12月10日 - 設立。
- 2016年（平成28年）10月1日 - 鳥取県米子市にHYBRID BANK WESTを設立。

## 所属タレント
- ヴァニラ（ルイ17世）
- 本谷紗己（1990年3月8生、和歌山県出身）
- 藤田麻里（1995年9月29生、兵庫県神戸市出身）
- 家原里佳（1990年11月30生、大阪府出身）
- 田中伸明（1984年8月26生、愛知県出身）

### アイドル
アイドルバンクとはHYBRID BANK所属の組織の一つであり、アイドル活動をするタレントはアイドルバンク所属である。
- 新選組-絆-
  - 「日本の文化を世界へ」というコンセプトで3つのグループで成り立つ。チームA（アーティスト）、チームM（モデル）、チームH（俳優）の構成。
- All de made（オールドメイド）
  - トランプをモチーフとしたアイドルグループ[3]。